# The Sky at Night
The Sky at Night ist eine monatlich ausgestrahlte Serie der BBC zum Thema Astronomie. Ihr Moderator war bis zu seinem Tod im Dezember 2012 Patrick Moore, der diese Serie seit ihrer Erstausstrahlung am 24. April 1957 ohne Unterbrechung moderiert hatte. Sie wurde dafür in das Guinness-Buch der Rekorde eingetragen. Lediglich die Sendung im Juli 2004 konnte Moore aufgrund einer akuten Salmonellenerkrankung nicht moderieren. Er wurde in dieser Sendung von Chris Lintott von der University of Oxford vertreten. Am 1. April 2007 feierte die Sendung im Rahmen einer Sondersendung ihren 50. Geburtstag unter dem Thema „Zeitreise“, in der auch Jon Culshaw auftrat.

## Inhalt der Sendung
Die Sendung deckt eine große Bandbreite astronomischer und weltraumbezogener Themen ab. Dabei werden sowohl grundlegende Themen wie die Entstehung von Sternen, Radioastronomie, Satelliten, Schwarze Löcher, Neutronensterne als auch tagesaktuelle Themen wie die Meteorschwärme Leoniden und Perseiden sowie der Vorbeiflug des Kometen Halley behandelt.

## Gäste
In unregelmäßigen Abständen sind Gäste in der Sendung. Unter ihnen waren die führenden Astronomen, darunter Harlow Shapley, Fred Hoyle und Carl Sagan. Gelegentlich ist auch Brian May, Gitarrist der Band Queen und promovierter Astrophysiker Gast in der Sendung.

## Anerkennung
Anlässlich des 50. Geburtstages von The Sky at Night benannte die Internationale Astronomische Union einen Asteroiden auf den Namen (57424) Caelumnoctu. Es handelt sich bei der Namensgebung um die latinisierte Form des Namens sowie bei der Nummerierung des Asteroiden um das Datum der ersten Sendung.
Die Royal Mail gab zum Jubiläum eine Serie von sechs Sondermarken heraus.